# 大禅寺 (関市)
大禅寺（だいぜんじ）は岐阜県関市上大野にある如意輪観世音菩薩を本尊とする臨済宗妙心寺派の寺院で、山号は神宮山。中濃八十八ヶ所霊場42番札所となっている。
歴応4年（1341年）に峰翁祖一によって開かれたとされている。その後長く住持を欠いていたが、元禄元年（1688年）3月に妙心寺派の僧、話堂和尚によって再興された。幕末の慶応年間に起きた火災により記録類を失ってしまい細かい寺歴は伝わっていない。
隣接する大野神社は寺の鎮守社である。16世住持の根本一徹は自殺防止に精力的に取り組み、講演や対話などの活動を行っている。